# Paz de Riga

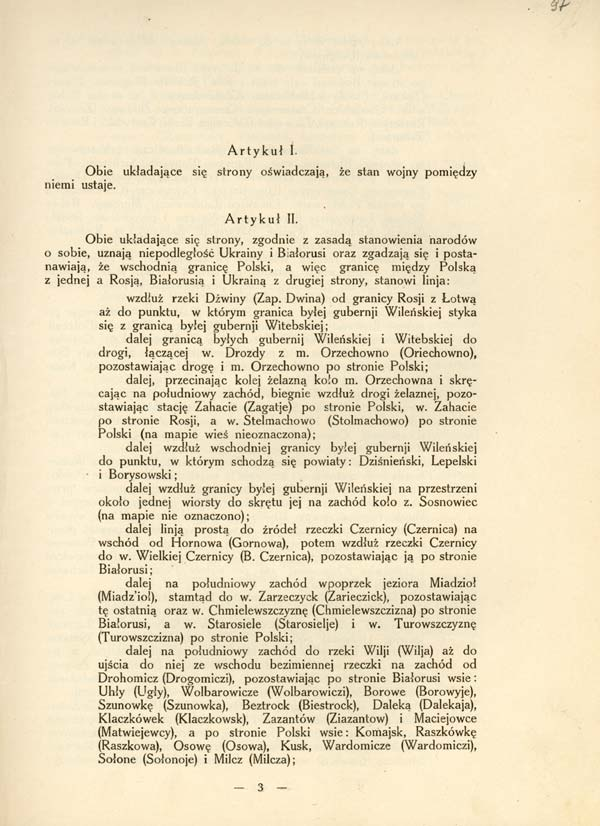
Segunda página del tratado, versión en polaco.

La paz de Riga (también conocida como el Tratado de Riga, en polaco: Traktat Ryski), firmada en Riga el 18 de marzo de 1921, entre la Segunda República Polaca en un lado, y la RSFS de Rusia (y por delegación, la RSS de Bielorrusia) y la RSS de Ucrania por el otro, fue un tratado con el que se dio término a la guerra polaco-soviética.

## Las negociaciones

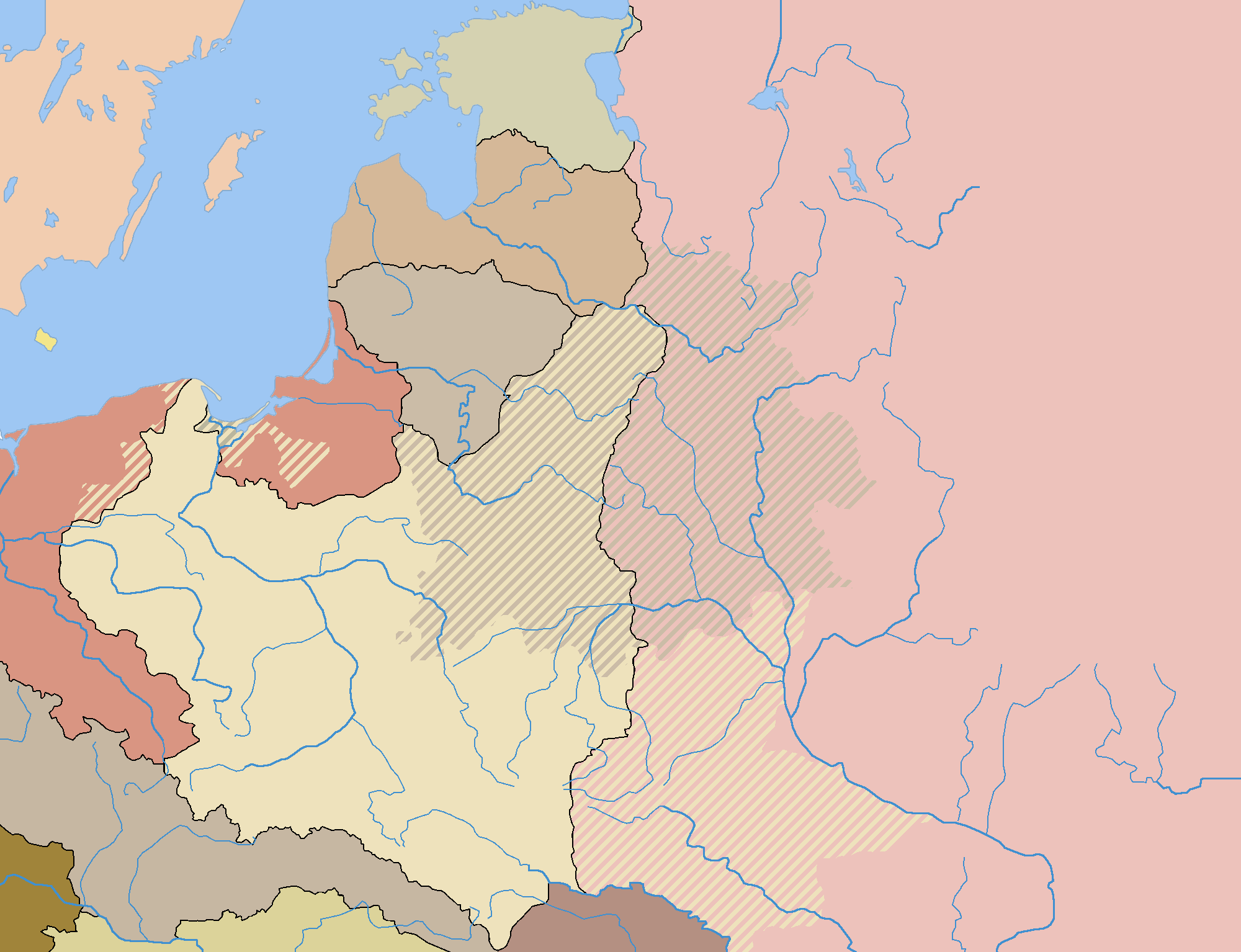
Polonia después del Tratado de Riga con la frontera de la Mancomunidad de Polonia-Lituania anterior a las particiones (sombreada).

Las negociaciones de paz dieron comienzo el 17 de agosto de 1920 en Minsk pero, como las unidades polacas durante la contraofensiva polaca se encontraban cerca, las conversaciones se trasladaron a Riga y se retomaron el 21 de septiembre. Ese mismo mes, en Riga, los soviéticos realizaron dos ofertas, el 21 y 28 de septiembre. La delegación polaca hizo una contrapropuesta el 2 de octubre. El quinto día de octubre, los soviéticos ofrecieron enmiendas a la oferta polaca y estos las aceptaron.
El Tratado de Riga estableció las fronteras polaco-soviéticas alrededor de 250 kilómetros al este de la línea Curzon, incorporando un largo número de ucranianos y bielorrusos a la Segunda República Polaca. Polonia, que había aceptado abandonar las tierras más al este de la línea (Minsk), renunció a reclamar la frontera de la República de las dos Naciones con Lituania de 1772, en la Primera partición de Polonia, recuperando solamente la región oriental de Kresy, perdida ante Rusia en 1795.
En tanto Rusia y Ucrania accedían a renunciar a sus reclamaciones sobre las tierras occidentales a la Línea.
El tratado además establecía materias de ciudadanía, nacionalidad, soberanía, reparaciones y diplomacia entre los dos bandos.
El tratado duró hasta la invasión de Polonia por parte de la Unión Soviética en 1939.
- Datos: Q1076469
- Multimedia: Treaty of Riga / Q1076469